# Campylobacterales
Campylobacterales ряд претеобактерії, запропонований в другому виданні «Бергівського керівництва систематичної біології» (Bergey's Manual of Systamatic Biology), ця номенклатура набрала підтримки коли в січні 2006 була опублікована у 107 списку затвердження (див. Посилання).
Як і значна більшість рядів «Бергівського керівництва», ряд Campylobacterales визначений засновуючись на послідовності рРНК 16S субодиниці рибосоми. Представники цього роду звичайно мають скривлену чи спіралеподібну морфологію та дуже різноманітні за метаболізмом та екологічними нішами. Багато з них патогени людини та тварин (Наприклад, Campylobacter jejuni, що викликає капрілобактеріоз, та Helicobacter pylori, що викликає виразку та гастрит).
Ряд Campylobacterales належить до класу Епсилон-протеобактерій типу Протеобактерій. Цей ряд складається з трьох родин: Campylobacteraceae, Helicobacteraceae та Hydrogenimonadaceae.
Родина Hydrogenimonadaceae складається тільки з одного роду, (Hydogenimonas) та одного виду (Hydrogenimonas thermophila). Цей вид — короткі грам-негативні паличкоподібні бактерії, дуже рухомі завдяки одному полярному джгутику, анаероби або мікроаерофіли, термофіли, хеміолітрофи, що живуть глибоко у морський воді.